# Clausidium dissimile
Clausidium dissimile är en kräftdjursart som beskrevs av C. B. Wilson 1921. Clausidium dissimile ingår i släktet Clausidium och familjen Clausidiidae. Inga underarter finns listade i Catalogue of Life.